# Theodor Christian Raumer
Theodor Christian Raumer (* 1. November 1644 in Dessau; † 23. November 1707 in Zerbst) war ein deutscher Professor für Theologie, Geschichte, Orientalistik und Orientalische Sprachen am Francisceum Zerbst sowie langjähriger Rektor dieser Institution.

## Leben und Wirken
Der Sohn des Dessauer Hofpredigers und Superintendenten Georg Raumer (1610–1691) und der Dorothea Elisabeth von Bergen (1619–1702) besuchte zunächst die Regelschule seiner Heimatstadt. Im Jahr 1660 schickte ihn sein Vater auf das protestantische Gymnasium illustre in Zerbst, wo er die Basis für sein späteres Studium legte. Anschließend studierte Raumer zunächst an der Universität Leipzig Theologie und Philosophie bei Jakob Thomasius und Johann Adam Schertzer und wechselte dann zu Gottlieb Pelargus an die Brandenburgische Universität Frankfurt. Es folgten noch die Studiengänge der Geschichte und orientalischen Sprachen an den Universitäten in Helmstedt, Marburg, Jena und Utrecht.
Im Jahr 1670 folgte er einem Ruf wieder zurück an das Zerbster Gymnasium illustre, wo er als Professor für Theologie, Sprachen, Orientalistik und Geschichte übernommen wurde. Der brandenburgische Kurfürst Friedrich Wilhelm bot Raumer im Jahr 1679 die Stelle des Rektors am Joachimsthalschen Gymnasium, einer Fürstenschule in Berlin an, welche er aber anbetracht einer zu erwartenden Beförderung in Zerbst ablehnte. Zwei Jahre nach dem Tod Lüder Kannengießers wurde Raumer schließlich im Jahr 1682 zum ständigen Rektor des Gymnasiums illustre ernannt. Nach zahlreichen Disputationen wurde Raumer in Frankfurt an der Oder, wo er als Deputierter an einem Jubelfest teilnahm, noch der Grad eines Doktors der Theologie zuerkannt. Raumer leitete dieses Akademische Gymnasium bis zu seinem Tode im Jahr 1707.

## Familie
Theodor Christian Raumer war seit 1674 verheiratet mit Rosine Sophia Hoffmann, Tochter des Ersten Pastors Andreas Hoffmann von St. Nicolai in Zerbst. Mit ihr hatte er zwei bereits in jungen Jahren verstorbene Töchter sowie den Sohn Leopold Friedrich Wilhelm Raumer.

## Werke (Auswahl)
- In Excessum Luctuosissimum Serenissimae Principis Ac Dnae Dnae. Sophiae Augustae, Principis Anhaltinae, Natae Ducis Schlesvicensis, Holsaticae, ... Dominae Quondam Nostrae Clementissimae A.C. MDCLXXXI. Servestae : Palm, 1681